# Моллис
Моллис (нем. Mollis) — бывшая коммуна в Швейцарии, в кантоне Гларус.
1 января 2011 года вошла в состав коммуны Гларус Норд.
Население составляет 3031 человек (на 31 декабря 2006 года). Официальный код — 1617.
В Моллисе находится дом-музей, посвященный последней в Европе женщине, обвинённой в колдовстве — Анне Гельди. Гельди была обезглавлена за отравление в 1782 году, и спустя более 200 лет торжественно оправдана в 2008 году.